# Điện Biên Phủ
Dien Bien Phu is een stad in het noordwesten van Vietnam en de hoofdstad van de provincie Điện Biên. De stad heeft een inwoneraantal van ongeveer 70.000 en ligt in de twintig kilometer lange en zes kilometer brede Muong Thanh-vallei (khu thung lũng Mường Thanh) die vroeger "depressie van Dien Bien" (lòng chảu Điện Biên) heette. Het ligt op ongeveer 35 kilometer afstand van de grens met Laos. Naar Hanoi is het 474 km langs de nationale wegen 279 en 6.

## Bevolking
Naast Kinh (etnische Vietnamezen) wonen er in de stad ook heel wat Thai, Hmong en Si La. Deze minderheden vormen een derde van de stedelingen.

## Geschiedenis
Vroeger heette de stad Muong Thanh (Mường Thanh), naar de taal van de Thai voor "Hemels Land". Deze naam komt uit het scheppingsverhaal van de Thai waarin de streek rond Dien Bien Phu de wieg is van vele Thai in Zuidoost-Azië.
In vroeger tijden werd deze streek Song Thanh genoemd naar de twee dorpen (mường) die er waren: Thanh Nua (Thanh Nưa, "boven-Thanh") dat loopt van het dorp (bản) Noong Hét tot aan de bron van de Nam Rom-rivier (sông Nậm Rốm) en Thanh Tau (Thanh Tẩu, "beneden-Thanh") van Noong Hét tot aan het einde van de Nam Rom. Tot het Muong Thanh van toen behoorden: Muong Phang (Mường Phăng), Muong Nha (Mường Nha), Muong Luan (Mường Luân), Muong Leo (Mường Lèo), Muong Loi (Mường Lói, tegenwoordig in het district Dien Bien), Muong U (Mường U, nu in Laos), Muong Va (Mường Và) en Sop Cop (Sốp Cộp, nu in de provincie Sơn La.
De naam Muong Thanh (Mường Thanh) verscheen voor het eerst in het het boek Hưng Hóa xứ Phong Thổ lục van prins Binh Chinh (Hoàng Bình Chính). Prins Cong Chat (Hoàng Công Chất) bevocht de Vietnamese Le-dynastie (toen overheerst door de Trinh-heersers). Hij veroverde Muong Thanh en bouwde de verdedigingstoren van Phu Chieng Le (Phủ Chiền Lễ of Trình Lệ). Hij bleef er van 1754 tot 1769. In 1778 werd prins Cong Toan (Hoàng Công Toản, de zoon van Cong Chat) verslagen door de Le. Het district van Ninh Bien (châu Ninh Biên) werd opgericht in de plaats van Muong Thanh. Het werd deel van An Tay (phủ An Tây) en telde 12 dorpen.
De naam Dien Bien werd in 1841 door keizer Thieu Tri aan Ninh Bien gegeven – "điện" betekent "stevig" en "biên" staat voor "grens". Het district (phủ) heette hiermee phủ Điện Biên oftewel Điện Biên phủ en telde 3 onderverdelingen: Ninh Bien (châu Ninh Biên, het hoofddistrict waar de administratie zich bevond), Tuan Giao (châu Tuần Giáo) en Lau Chau (châu Lau Châu).
Dien Bien Phu is vooral bekend omdat het Franse leger onder leiding van Christian de Castries er in 1954 werd verslagen door de Vietminh onder leiding van Võ Nguyên Giáp in de Slag van Dien Bien Phu. Deze slag was voor de Fransen aanleiding zich uit Vietnam terug te trekken. Voor de Amerikanen vormde de val van Dien Bien Phu echter de aanleiding tot een interventie, uiteindelijk leidend tot de Vietnamoorlog. Vijftig jaar na de feiten (in 2004) werd een herdenkingsmonument voor de slag opgericht.
In oktober 2003 werd Điện Biên Phủ een stad. Na de splitsing van de provincie Lai Chau in Điện Biên en Lai Châu werd het de hoofdstad van Điện Biên.